# Pod Jenčovem (rybník)
Rybník Pod Jenčovem o rozloze vodní plochy 1,0 ha se nalézá asi 1 km východně od centra obce Borek v okrese Pardubice u polní cesty vedoucí z Borku do obce Rokytno. Rybník byl v roce 2017 revitalizován a je využíván pro chov ryb. 

## Galerie

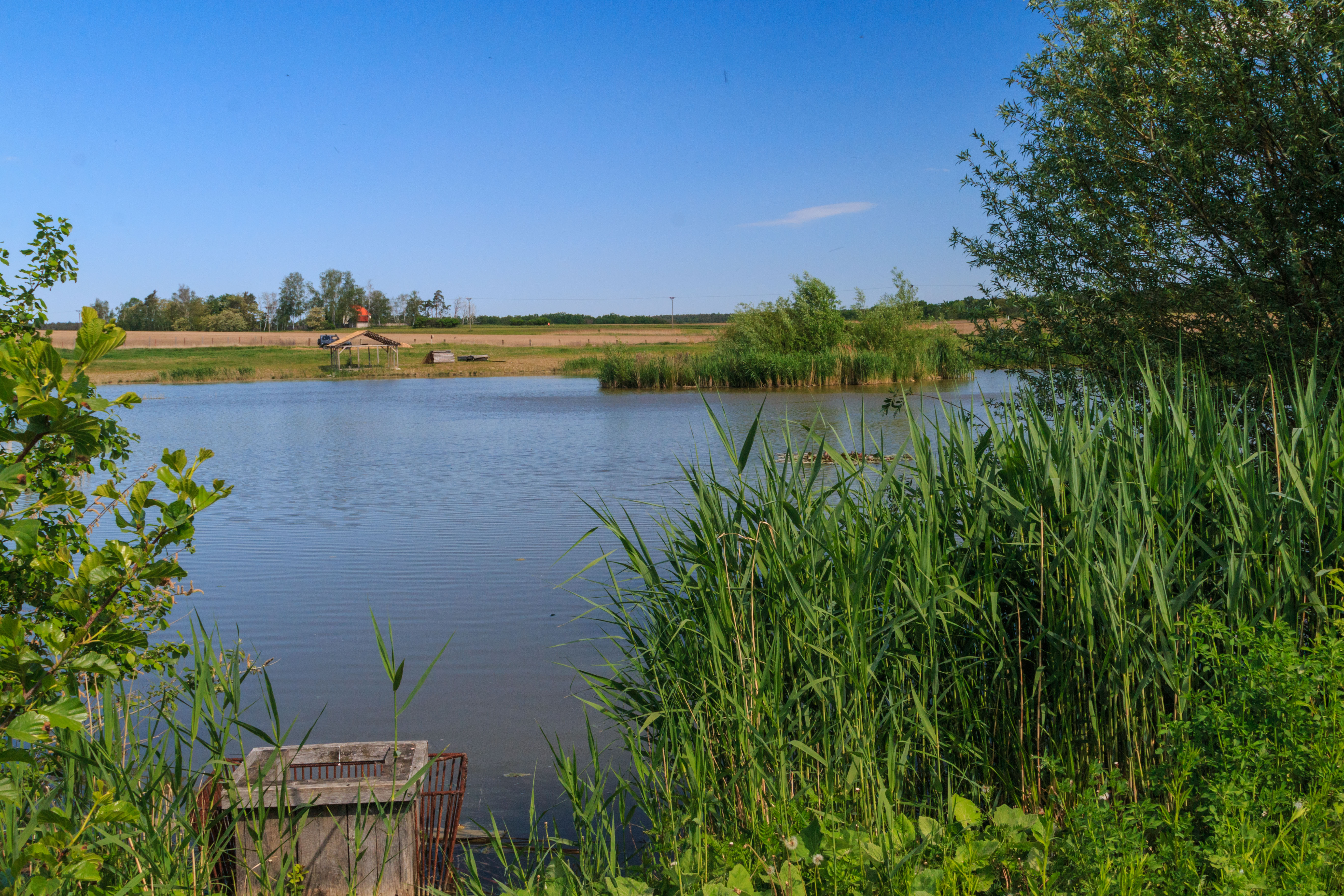
pohled na rybník Pod Jenčovem u Borku
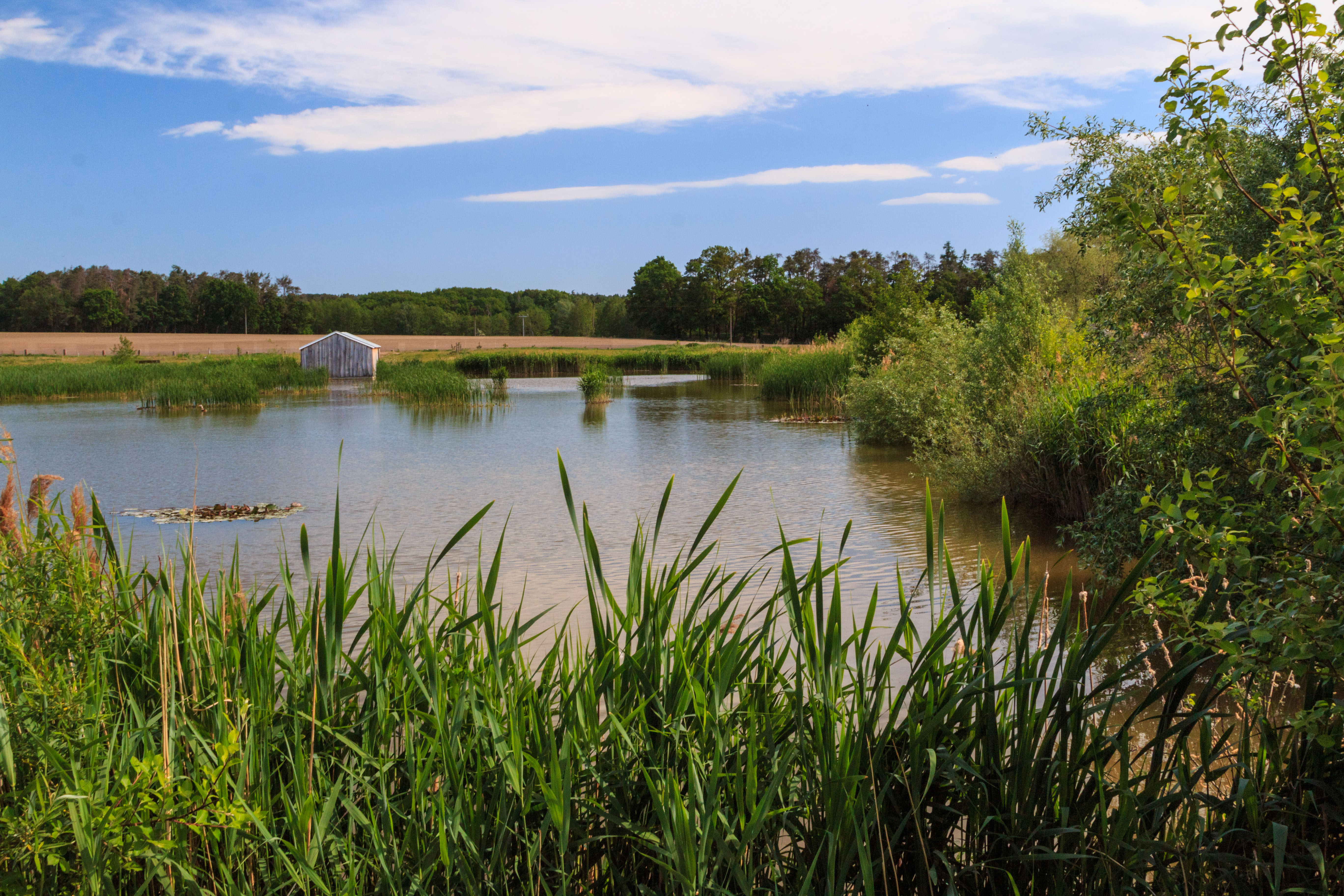
pohled na rybník Pod Jenčovem u Borku